# Komarci
Komarci (lat. Culicidae) su porodica kukaca koja je svrstana u red dvokrilaca.
Porodica ima oko 50 rodova i obuhvaća oko 3.300 vrsta. Razvili su se prije oko 170 milijuna godina.

## Rasprostranjenost
Komarci nastanjuju sva područja na svijetu, osim polarnih područja, pustinja i područja viših od 1500 metara nadmorske visine, ali najčešće u blizini vode, neovisno o njenoj veličini i kvaliteti. No, različite vrste žive u vrlo različitim područjima.
Komarci su najaktivniji u sumrak ili u rano jutro, odnosno tijekom noći, kada je izraženija vlažnost zraka i niža temperatura. Izuzetak od toga čini Azijski tigrasti komarac (Aedes albopictus), koji je stigao i u Hrvatsku, a koji bode tijekom čitavog dana, agresivniji je i potiskuje domicilnu vrstu komaraca. Ta vrsta komarca vrlo je prilagodljiva te se razvija u različitim vrstama umjetnih legla, brzo se razmnožava i osvaja nova staništa.
Komarci su leteći insekti (kukci) za koje je karakteristično da im je za razvoj neophodna stajaća voda. Prirodna su legla komaraca nepresušene lokve, močvare, privremeno poplavljene površine. Umjetna legla najčešće nastaju ljudskim aktivnostima, a čine ih npr. otklopljeni spremnici za vodu, začepljeni slivnici i oluci, različiti odbačeni predmeti u kojima se nakuplja kišnica.
Veliki su od 0,3 do 2 cm. Zbog svoje male građe u mogućnosti su naseliti vrlo nepristupačna staništa. Imaju usko tijelo, grbava prsa, vitke noge. Spada u opasnije štetočine jer prenosi malariju, groznicu i druge bolesti. Pri sisanju krvi komarac unosi u čovjeka sekret u kome može biti i uzročnik bolesti. Prilikom uboda mogu uzrokovati kožne promjene i alergijske reakcije. Uznemiruju i ometaju odmor, aktivnost, šetnje i boravak na otvorenom. Ženke komarca nakon oplodnje moraju sisati krv jer za izgradnju jajašaca trebaju proteine. Inače se oba spola hrane nektarom i sokovima voća, koji ne sadrže protein.

## Građa tijela
- Glava - usni organi, osjetila, složene oči i ticala
- Prsa - noge i krila - organi za kretanje
- Zadak - organi za probavu, izlučivanje i razmnožavanje

## Spolni život
Čim se izlegu, odrasli mužjaci nakon kratkog vremena formiraju svoj novi roj. Roj je kod komaraca skupina mužjaka koji se vrtložno kreću gore dolje. U takav novoformirani roj komaraca ulijeće ženka i oplođuje se s odabranim partnerom. Kod pojedinih vrsti komaraca oplodnja se odvija u zraku, ali ipak većina vrsti za oplodnju izabere neko mirno, skrovito mjesto.

## Životni ciklus
Ženka komarca polaže u stajaću vodu jaja iz kojih se razvijaju ličinke. Iz stadija ličinki nastaju kukuljice, a iz kukuljica se razvijaju odrasli komarci. Prva tri stadija životnoga ciklusa komarca odvijaju se u vodi, a odrastao komarac je leteći kukac. Razvoj odrasle jedinke traje otprilike od tjedan dana do nekoliko tjedana, ovisno o temperaturi vode. S javnozdravstvenog aspekta značajno je da ženka komarca mora imati krvni obrok kako bi mogla razviti i položiti jaja i zato napada, između ostalog, i čovjeka. Komarci se legu u vodama stajačicama: • polažu jajašca u vode stajačice, • u vodi se iz jajašaca razvijaju ličinke komaraca, • iz ličinki nastaju kukuljice, • iz kukuljica izlijeću odrasli komarci.

## Let
Proučavajući let komaraca znanstvenici su utvrdili da postoje tri različita leta komaraca: migratorni, apetitivni i konzumatorni let.

## Rojenje
Rojenje je vrlo specifično ponašanje kod kukaca i njihov je način opstanka i širenja vrste. Za rojenje svakoj zajednici kukaca potrebno je uskladiti neke od uvjeta, a kod komaraca su: stanje aktivnosti komarca, prostorni odnosi, svjetlost, vjetar, zvuk, zajednica različitih vrsta komaraca te temperatura i vlažnost. Stanje aktivnosti je najznačajniji uvjet komaraca da formiraju roj.

## Nova vrsta u Hrvatskoj
Aedes albopictus (Skuse, 1894.), odnosno azijski tigrasti komarac, vrsta je komaraca čije se širenje u svijetu pažljivo prati u otprilike posljednjih dvadesetak godina. Azijski tigrasti komarac prisutan je i u Hrvatskoj otprilike od 2004. godine. Vrlo se naglo širi i prilagođava novim prostorima, zdravstveno značajan kao molestant – napasnik i kao potencijalni prijenosnik različitih arbovirusa i parazita, azijski tigrasti komarac izaziva zabrinutost svih javnozdravstvenih i znanstvenih ustanova.

## Zimovanje
Kukci nepogriješivo predosjećaju dolazak zimskih dana prije svega kraćim trajanjem dnevne svjetlosti, nižih noćnih i dnevnih temperatura i slično, ovisno o vrsti. Većina vrsta komaraca zimu prezimljuje u stadiju jajašaca. Ženka zadnje generacije prije zime mora pomno odabrati mjesto polaganja zimskih jaja koja moraju osim vremenskih neprilika biti sačuvana i od eventualnih neprijatelja.

## Sistematika (rodovi)
1. genus Abraedes Zavortink, 1970
2. genus Aedeomyia Theobald, 1901
3. genus Aedes Meigen, 1818
4. genus Albuginosus Reinert, 1987
5. genus Amianta Bode, 1953 †
6. genus Amphipromeca Bode, 1953 †
7. genus Anisocheleomyia Theobald, 1905
8. genus Anopheles Meigen, 1818
9. genus Archaeoculicus Hong, 1980 †
10. genus Armigeres Theobald, 1901
11. genus Ayurakitia Thurman, 1954
12. genus Bakerina Bory de St Vincent, 1827
13. genus Bironella Theobald, 1905
14. Genus Borichinda
15. genus Bothaella Reinert, 1973
16. genus Burmaculex Borkent & Grimaldi, 2004 †
17. genus Chagasia Cruz, 1906
18. Genus Coquillettidia
19. Genus Culex
20. Genus Culiseta
21. genus Dahliana Reinert, Harbach & Kitching, 2006
22. genus Deinocerites Theobald, 1901
23. Genus Eretmapodites
24. Genus Ficalbia
25. Genus Galindomyia
26. genus Haemagogus Williston, 1896
27. genus Heizmannia Ludlow, 1905
28. Genus Hodgesia
29. Genus Isostomyia
30. Genus Johnbelkinia
31. Genus Kimia
32. Genus Limatus
33. Genus Lutzia
34. Genus Malaya
35. Genus Mansonia
36. Genus Maorigoeldia
37. genus Mimomyia Theobald, 1903
38. genus Ochlerotatus Lynch Arribalzaga, 1891
39. Genus Onirion
40. Genus Opifex
41. genus Orthopodomyia Theobald, 1904
42. genus Phoniomyia
43. Genus Psorophora
44. genus Runchomyia Theobald, 1903
45. Genus Sabethes
46. Genus Shannoniana
47. Genus Tipula
48. Genus Topomyia
49. genus Toxorhynchites Theobald, 1901
50. Genus Trichoprosopon
51. genus Tripteroides Giles, 1904
52. Genus Udaya
53. genus Uranotaenia Lynch Arribalzaga, 1891
54. genus Verrallina Theobald, 1903
55. genus Wyeomyia Theobald, 1901
56. Genus Zeugnomyia

## Vanjske poveznice

### Ostali projekti
|  | Wikivrste imaju podatke o taksonu Culicidae |